# Hello Afrika
Hello Afrika (The Album) — дебютний студійний альбом шведського виконавця нігерійського походження Dr. Alban, випущений у 1990 році. Альбом був спродюсований Деннізом Попом і випущений на лейблі SweMix Records. Альбом також був випущений у вигляді другого видання в 1991 році з іншим трек-листом.

## Список композицій

### Оригінальна версія
1. «The Alban Prelude» (1:33)
2. «U & Mi» (3:44)
3. «No Coke» (with Intro) (7:00)
4. «Sweet Reggae Music» (5:25)
5. «Hello Afrika» (5:44)
6. «China Man» (5:04)
7. «Groove Machine II» (2:08)
8. «Proud! (To Be Afrikan)» (4:16)
9. «Our Father (Pater Noster)» (4:40)
10. «Man & Woman» (5:09)
11. «No Coke (No Hasch-Hasch Mix)» (6:10)
12. «Hello Afrika (42 Street Mix)» (6:29)
13. «Thank You» (4:19)

### Друге видання
1. «The Alban Prelude» (1:35)
2. «U & Mi» (3:47)
3. «No Coke» (6:41)
4. «Sweet Reggae Music» (5:27)
5. «Hello Afrika» (5:45)
6. «(Sing Shi-Wo-Wo) Stop the Pollution» (3:42)
7. «Our Father (Pater Noster)» (4:44)
8. «Proud! (To Be Afrikan)»(4:17)
9. «Groove Machine 2» (2:10)
10. «U & Mi|U & Mi (Remix 91)]]» (5:02)
11. «No Coke (Float Remix)» (3:49)

## Чарти

### Щотижневі чарти
| Чарт (1990–91)                               | Найвища позиція |
| -------------------------------------------- | --------------- |
| Австрія Austrian Albums (Ö3 Austria)         | 2               |
| Нідерланди Dutch Albums (MegaCharts)         | 43              |
| Німеччина German Albums (Media Control)      | 11              |
| Швеція Swedish Albums (Sverigetopplistan)    | 6               |
| Швейцарія Swiss Albums (Schweizer Hitparade) | 8               |

### Чарти на кінець року
| Чарт (1991)                        | Позиція |
| ---------------------------------- | ------- |
| Austrian Albums (Ö3 Austria)       | 9       |
| Dutch Albums (Album Top 100)       | 93      |
| German Albums (Offizielle Top 100) | 49      |

## Сертифікації
| Регіон                                                                                          | Сертифікація | Продажі  |
| ----------------------------------------------------------------------------------------------- | ------------ | -------- |
| Австрія (IFPI Austria)                                                                          | Платиновий   | 50 000*  |
| Німеччина (BVMI)                                                                                | Золотий      | 250 000^ |
| Швейцарія (IFPI Switzerland)                                                                    | Золотий      | 25 000^  |
| *продажі, що базуються лише на сертифікаціях ^відвантаження, що базуються лише на сертифікаціях |              |          |